# Двинье
Двинье — озеро в Куньинском районе на юго-востоке Псковской области, часть Двинье-Велинского озера. Проточное. Переходит в Велинское озеро, из которого вытекает река Двинка, впадающая в Западную Двину. Площадь водного зеркала составляет 31,26 км² (3126 га), 9 островов площадью 24 га, глубина максимальная — 7,0 м, средняя — 2,7 м. Дно с ямами, песчаными нальями, в центре — ил, заиленный песок, отдельные камни, в литорали — песок, песок с галькой и камнем, заиленный песок.